# Лукаш Менсатор
Лукаш Менсатор (чеськ. Lukáš Mensator, 18 серпня 1984, Соколов) — чеський хокейний воротар.

## Ігрова кар'єра
Лукаш почав займатись хокеєм у віці семи років в клубі «Карлові Вари», з того моменту виступав за команди всіх вікових категорій, зокрема U-18 та U-20 до 2002 року. В Драфті НХЛ 2002 року, був обраний у третьому раунді, під номером 83, клубом «Ванкувер Канакс». З 2002 по 2004 роки, Менсатор виступає в Хокейній лізі Онтаріо за клуб «Оттава 67-і». З «Оттава 67-і», він вийшов у фінал в 2003 році Кубка Дж. Роса Робертсона, але його команда поступилась в серії 1:4 «Кітченер Рейнджерс». У 2004 році він повернувся до Чехії і з того часу виступає за клуб у рідному місті.
В кінці сезону 2004/05 років перебував в оренді БК «Млада Болеслав», разом з ним досяг плей-оф півфіналу першої Ліги. З сезону 2007/08 Лукаш був воротарем «Карлових Вар», в складі яких став чемпіоном Чехії у 2009 році, в фіналі перемогли празьку «Славію» 4:2. Менсатор був визнаний в плей-оф MVP та найкращим воротарем в чеській екстралізі. 
З 2013 по 2015 виступав за ХК «Пльзень».

## Виступи за збірну
Грав в складі збірної Чехії до 18 років на чемпіонаті світу у 2002 році та в молодіжній збірній на чемпіонатах світу 2003 та 2004 років. З 2007 року брав участь у товариських матчах, Єврохокейтурі та у 2009 році був запасним на чемпіонаті світу в складі національної збірної.

## Нагороди та досягнення
- 2002 Бронзовий медаліст чемпіонату світу U-18.
- 2002 В команді усіх зірок чемпіонату світу U-18.
- 2002 Найкращий воротар чемпіонату світу U-18.
- 2003 Переможець Боббі Орр Трофі (Хокейна ліга Онтаріо).
- 2008 В команді «Усіх зірок» Кубка Шпенглера.
- 2009 Чеміпіон Чехії у складі клубу «Карлові Вари».
- 2009 Плей-оф MVP Чеської Екстраліги та регулярного чемпіонату.